# Sobre la certeza
El texto filosófico conocido como Sobre la certeza (Über Gewißheit o Über Gewissheit en alemán) fue la última obra de Ludwig Wittgenstein (1889-1951) y fue escrito en cuatro fases entre abril de 1950 y el 29 de abril de 1951, dos días antes de su muerte. No fue un manuscrito destinado a ser publicado. Fue editada por los albaceas de Wittgenstein G.E.M. Anscombe y G.H. von Wright, y anotada según el número de párrafo.

## Origen
El origen de Sobre la certeza fue el largo interés de Wittgenstein en dos famosos trabajos de G. E. Moore, Prueba del mundo exterior (1939) y Defensa del sentido común, en los cuales se responde al escéptico citando una serie de cosas que conoce, como: "Sé que hay una mano". Sobre la certeza está directamente conectado a este ejemplo desde el primer párrafo, el cual dice: "Si sabes que hay una mano aquí, se te concederá el resto".
Wittgenstein no consideró decisiva la prueba de la realidad exterior de Moore.  Al parecer, a instancias de su amigo íntimo Norman Malcolm, a mediados de 1949, Wittgenstein comenzó a redactar su respuesta en hojas sueltas, probablemente durante su estancia en Viena a finales de 1949 y principios de 1950. Volvió al tema dos veces más antes de un cuarto y último período de seis semanas muy enérgicas inmediatamente antes de su muerte, cuando escribió más de la mitad de Sobre la certeza. En esta época Wittgenstein usaba cuadernos, registraba las fechas y marcaba el tema por separado. Wittgenstein describió este último y fértil período en su última carta a Norman Malcolm, con fecha 16 de abril de 1951, trece días antes de su muerte por el cáncer diagnosticado en otoño de 1949:
"Me ha ocurrido algo extraordinario. Hace aproximadamente un mes me encontré de repente en el estado mental adecuado para hacer filosofía. Estaba absolutamente seguro de que nunca más sería capaz de hacerlo. Es la primera vez, después de más de 2 años, que se ha levantado el telón en mi cerebro. -Por supuesto, hasta ahora sólo he trabajado durante unas 5 semanas y puede que todo termine mañana, pero me da mucho trabajo ahora".
Sin embargo, el mismo día escribió: "Ahora hago filosofía como una anciana que siempre pierde algo y tiene que buscarlo de nuevo: ahora sus gafas, ahora sus llaves". Una semana y media antes había escrito una nota similar: "Aquí todavía hay una gran brecha en mi pensamiento. Y ahora dudo si será subsanada".

## Concepto de certeza
Wittgenstein es consciente de que siempre podemos estar equivocados. Su concepto de certeza no pretende mostrar dónde tenemos acceso a la verdad, sino mostrar cómo las dudas y el pensamiento de un error pueden llegar a carecer de sentido o ser incomprensibles debido a su arraigo en el juego del lenguaje. Por lo tanto, argumenta que la forma en que adquirimos y usamos el lenguaje puede llevar a la formación de una duda sin sentido.
Imagina el ejemplo en el que alguien dice: "No sé si tengo manos". Según Wittgenstein, la respuesta "Mira más de cerca" es constitutiva para el juego del lenguaje, ya que muestra una forma de persuasión arraigada en la forma de vida.
El escéptico radical que quiere dudar de todo pasa por alto que nuestras dudas sólo tienen sentido en un sistema de certezas. Así, el acto mismo de expresar la duda lingüística sobre si algo existe o no en el mundo exterior sólo tiene sentido porque uno no duda de que sus propias palabras —en este caso, el sustantivo «manos»— tienen sentido. Si alguien parte de aceptar estas certezas —que nuestras palabras tienen algún sentido— pero al mismo tiempo quiere dudar de ellas —con frases como «No sé si tengo manos»—, la duda en sí misma pierde su sentido. En efecto, no podemos definir los términos que utilizamos en nuestro lenguaje en función de otros términos "más básicos" ad infinitum. Para que la expresión lingüística de una duda tenga sentido, primero debe aceptarse la certeza de un sistema de expresiones lingüísticas más allá del cual no se dude.
Sin embargo, no se trata de un sistema rígido, sino de uno que también puede cambiar debido a la dinámica de las formas de vida cambiantes. Así pues, una proposición que solía ser la base del juicio puede convertirse ahora en una proposición de la experiencia o viceversa. Según Wittgenstein no hay, por lo tanto, proposiciones incuestionables en un sentido absoluto. En Sobre la certeza, esto se ilustra con la imagen del lecho de un río: "Uno podría imaginar que ciertas proposiciones fueron congeladas por la forma de las proposiciones experienciales y funcionaron como una guía para las proposiciones experienciales no congeladas y fluidas; y que esta relación cambió con el tiempo, con las proposiciones fluidas congeladas y las sólidas volviéndose fluidas. // La mitología [es decir, las proposiciones incuestionables] pueden fluir de nuevo, el lecho del río de los pensamientos puede cambiar. Pero distingo entre el movimiento del agua en el lecho del río y el desplazamiento de éste; aunque no hay una separación marcada entre ambos. (§ 96 y 97)
La creencia en una proposición o en un sistema de proposiciones tiene un carácter bastante normativo: así, si una persona descubre algo contrario a una de sus convicciones, siempre puede cambiar la convicción o el sistema de referencia (el "lecho del río"). Sin embargo, la firme creencia en una proposición no se manifiesta en una convicción que se exprese lingüísticamente, sino en la acción. Aquí la creencia en las proposiciones infundadas se hace clara.
Una innovación importante en comparación con las tesis escépticas clásicas es que éstas siempre exigen una solución a dudas infundadas, mientras que Wittgenstein explica por qué se necesitan motivos para dudar. Por lo tanto, no es posible una duda radical y global, como la pretendida por Descartes, por ejemplo.

## El papel del lenguaje y la forma de vida
La duda sólo es útil en el juego del lenguaje. Sin embargo, esto no debe entenderse como un acto de habla, es decir, como el elemento más pequeño y esencial del lenguaje, por así decirlo, sino que debe entenderse como un objeto de comparación para el lenguaje. No hay ningún elemento que sea común a todos los juegos de lenguaje, pero pueden ser reconocidos como juegos de lenguaje debido a sus similitudes familiares.
El juego de lenguaje a su vez está incrustado en la forma de vida. No debe cometerse el error de identificarlo con esta. Sin embargo, a medida que la forma de vida cambia, se crean nuevos juegos de lenguaje mientras que los antiguos desaparecen.

## Resumen
1. Básicamente no tenemos acceso directo a la verdad, porque aquello a lo que llamamos la verdad está mediada por nuestro lenguaje, y este es inherentemente contingente.
2. Sin embargo, no podemos llevar a cabo una duda radical porque necesitamos certezas y porque a menudo carecemos de motivos genuinos para dudar. Sólo si una duda es parte de un juego de lenguaje y éste, a su vez, es un elemento de la forma de vida, la duda tiene sentido.
3. El escéptico, que quiere dudar de todo, no debe por lo tanto recibir una respuesta clásica. Wittgenstein se preocupa más por un tratamiento terapéutico de la duda mostrando la falta de fundamento y lo innecesario y finalmente la imposibilidad de la duda misma.